# Крихітка зомбі
Французький драматичний фільм 2019 року режисера Бертрана Бонелло. Оснований на описі життя імовірного зомбованого чоловіка з Гаїті Клервіуса Нарцисса. Був показаний на двотижневику режисерів Каннського кінофестивалю 2019 року.

## Стислий зміст
Історія Клервіуса Нарцисса, найвідомішого у світі імовірного зомбі, постає в розповіді його онуки Мелісси, яка переїздить з Гаїті до Парижа після землетрусу на Гаїті 2010 року. Бажаючи справити враження на нових однокласниць, дівчина мимохіть викликає темні сили гаїтійського вуду.

## Знімалися
- Патрік Бушерон — викладач історії
- Луїза Лабек — Фанні
- Вісланда Луїмат — Мелісса